# 아이스크림미디어
아이스크림미디어는 전시문화산업기업인 시공테크가 설립한 대한민국의 디지털 멀티미디어 전문 교육기업이다. 2002년 에코리아비주얼스 법인이 설립되었으며 2007년 시공미디어으로 사명을 변경하였고 2019년 현재의 사명으로 변경하였다

## 연혁
- 2003년 10월 한국문화콘텐츠진흥원 정부과제 선정 "2003 우리 문화원형의 디지털콘텐츠화 사업"
- 2004년 12월 여수시청 거북선 사이버 해전 체험관 구축 사업자 선정
- 2005년 2월 안동시청 지역 전통문화원형 리소스 선정
- 2006년 12월 대표이사 박기석 취임
- 2007년 7월 시공미디어로 상호 변경
- 2008년 12월 문화체육관광부 장관상 수상, 교육과학기술부 장관 표창
- 2009년 2월 초등 디지털 교과 자료 i-Scream.co.kr 런칭
- 2009년 12월 최우수 국무총리상 수상, 지식경제부 장관 표
- 2010년 8월 2010 세계 이러닝 대회(I.M.S. Learning Impact) 최우수상 수상(플래티넘상)
- 2011년 12월 대한민국 콘텐츠 어워드 / 문화체육관광부 (차세대콘텐츠대상 수상)
- 2012년 3월 유아교육 콘텐츠 서비스 누리놀이 런칭
- 2012년 10월 온라인 유아교육 서비스 누리놀이키즈 런칭
- 2019년 4월 아이스크림미디어로 사명 변경

## 상장
2024년 주관사를 삼성증권으로 공모가 32,000원(희망공모가 밴드 32,000~40,200원)에 상장하였다.

## 참고문헌
1. ↑  아이스크림미디어 INVESTOR RELATIONS 2024[깨진 링크(과거 내용 찾기)]
2. ↑  박종선, 유진투자증권 IPO 예정 기업분석보고서 아이스크림미디어 2024.08.07